# Dolce stil novo
Dolce stil novo (wł. słodki nowy styl) - nazwa grupy poetów włoskich działających na przełomie XIII i XIV wieku we Florencji (Dante Alighieri, Cino da Pistoia, Lapo Gianni, Guido Cavalcanti, Guido Guinizelli) bądź stylu tych poetów. Pisali oni liryczne utwory opiewające miłość idealną, charakteryzujące się wytwornym językiem. Nawiązywali do liryki prowansalskiej, preferowanymi gatunkami dolce stil novo były sonet, canzona i ballada. Terminu użył po raz pierwszy Dante w Życiu nowym.